# Dhodhanpur
Dhodhanpur (nep. दोधनपुर) – gaun wikas samiti we wschodniej części Nepalu w strefie Sagarmatha w dystrykcie Saptari. Według nepalskiego spisu powszechnego z 2001 roku liczył on 923 gospodarstw domowych i 4879 mieszkańców (2491 kobiet i 2388 mężczyzn).